# 地方政府
地方政府是指一個國家的特定地方內，具有規範性之自我治理能力（即所謂地方自治）的政權團體。地方政府是「中央政府」的對稱:1381。廣義的定義係管理特定行政區域內公共事务的政府機構之總稱，狹義的定義則專指地方之行政機關。
做為地方分權的體現，地方政府為分散於一國之內，個別存在的法人或行政主體，在國家法律的規範下，與中央政府共同執行政治權力；於此涵義下，中央政府派駐各地方的政府機關，就算有特定管轄範圍，亦不能稱之為地方政府。在聯邦制國家，由於聯邦是由若干分子國（如德国及美國的各州、印度的各邦）所組成，這些分子國具有準國家性質，其政府組織一般不稱為地方政府。

## 概述
在現代民主國家，中央政府與地方政府的權力分配一般以憲法或行政法規定；在單一制國家，中央政府授予地方政府有限权力，如制定地方税收政策、实行有限的立法等，在法律上通常具有法人身分。在聯邦制國家，聯邦政府與州（邦）政府透過聯邦憲法與州（邦）憲法劃分各自的權限，地方（州）政府向聯邦政府授予權力，如國防、外交等。沒有列舉給聯邦政府同時也沒有禁止地方政府行使之權力，則稱為剩除權力。中央政府與地方政府權力劃分有異議時，可以憲法法庭解決紛爭，憲法法庭則以國家構成的基本原則作判決考慮。
很多国家的民族自治地区，较一般的地方政府具有较大的权利如立法权等。以中華人民共和國為例，除了普通的地方制度之外，还設有各級之自治地方；香港和澳门在脱离殖民统治以后，成为中華人民共和國的特别行政区，與行政地位相等的省及直辖市比較，另以基本法给予香港及澳門更大的自治權。
一個統一國家只有一個主權，即對內最高統治權以及對外最高代表權，一般集中在中央政府行使主權:14。作為中央政府組成部份之地方政府，一般不能與中央政府分享行使主權:14。地方政府不是國際法主體，不能以國家身份參與國際社會政治活動:14。
當地方政府與地方自治政府同意使用時，地方政府一般都是民選政府:14。任何一個統一國家都劃分中央政府與地方政府，但在地方政府組成上，不同國家卻有不同制度:14。在中央集權制下，中央政府集中主要或全部國家治理權力，地方政府很少或根本沒有自治權，即使有某種治理權力，也被視為中央政府授予:14。在此制度下，即使有地方政府，也不是自治政治意義上之地方政府:14。在地方分權制下，中央政府權力與地方政府權力一般有較明確劃分，形成嚴格意義上之地方自治政府:14。在中央集權制下，地方政府首長一般由中央委任，對中央負責:15。在地方分權制下，地方政府首長由當地選民直接選舉產生，並以此民選政府作為行使自治權之基本保障:15。
地方政府不能僅是小於國家區域之政府，在主要聯邦制國家，行政區域比國家小並不是地方政府:15。聯邦制國家是由若干構成分子組成，這些構成分子具有準國家性質，所以一般不稱為地方政府:15。在聯邦制下，聯邦政府與邦（州）政府通過憲法明劃分權限，而且聯邦政府有聯邦憲法，邦（州）政府有邦（州）憲法，各自有較強獨立性:15。沒有列舉給聯邦政府同時也沒有禁止地方政府行使之權力，當由地方政府保留:15。

## 概念
地方政府相對於中央政府來說，是統一國家之中央政府不可分割之組成部分:14。地方政府之概念表明中央政府與地方政府關係:15。有中央政府，才有地方政府；反之亦然:15-16。地方自治政府享有中央政府不能干預之地方特權，如財政權、治安權、教育權等:16。尤其是財政權，是保證地方自治政府得以正常運轉之物質基礎:16。地方政府財政稅收權大小決定其自治範圍和程度，中央政府控制地方政府財政便是中央控制地方最有力手段:16。而事實上，任何一個中央政府都必須控制地方政府，即使是高度地方自治亦然:16。在此意義上，可以說，沒有完全、絕對之地方自治政府:16。中央控制地方隨着地方分權程度而變化，形成中央與地方不同關係結構:16。

## 各國實例
各國地方政府有不同組織形式和名稱:1381。

### 东亚

#### 中華民國
依中華民國《地方制度法》規定，直轄市、縣（市）、鄉（鎮、市、直轄市山地原住民區）為「地方自治團體」，對於部分轄內公共事務享有自治權限，地方自治團體的政府組織即為地方政府，包括行政機關與立法機關，目前分為三個層級：
- 第一級 - 直轄市

行政機關：直轄市政府
立法機關：直轄市議會
- 第二級 - 縣、市

行政機關：縣政府、市政府
立法機關：縣議會、市議會
- 第三級 - 鄉（含山地鄉）、鎮、縣轄市、直轄市山地原住民區

行政機關：鄉、鎮、（縣轄）市公所、（直轄市山地原住民區）區公所
立法機關：鄉、鎮、（縣轄）市民代表會、直轄市山地原住民區民代表會
地方政府分為三層級，當中省、直轄市並列為第一級，縣、市與鄉、鎮、縣轄市、市轄區則分別為第二、三級，其層級與行政區劃相對應。1998年臺灣省虛級化後，臺灣省政府的大部份業務被移轉至中央政府，按司法院大法官釋字第467號解釋，省作為地方制度層級之地位並未喪失，但不再是地方自治團體性質之公法人。而縣、市的行政層級雖仍為第二級地方政府，但實質上已相當於第一級地方政府，惟直轄市依法獲得的公共財政與人力資源仍較縣、市為高。於現今臺灣，人們使用「地方政府」一詞時，一般僅指直轄市、縣（市）的地方政府組織，而不及於第三級地方政府。地方行政機關統籌由內政部監理。

#### 中華人民共和國
中華人民共和國地方各級人民政府是國務院統一領導下之國家行政機關:1381，党和国家机构之一。自中华人民共和国成立之始，即实行党国体制，党领导一切，在地方行政上，各级党委负责人（党委书记）是地方行政的一把手，地方行政长官通常是党委副职（党委副书记），地方行政的二把手。
中华人民共和国的地方政府層級，自1950年开始至1980年代，除直辖市以外，实际以三级（省级、县级和乡级）为主，和四级（省级、地级、县级和乡级）并存；1980年代以后转为四级为主，和三级并存，但亦存在例外情況。
自1950年代以后，中华人民共和国政府對其行政区划进行了演变和调整。1980年代以前，广泛存在省会城市管县。1980年代以后，随着工业化和城市化，出现“地区改市”、“县改市”和“撤地設市”、“撤县設市”，随之作为地级行政区的地区和盟多演变为“地级市”、县演变为“县级市”，随着地级市的大量涌现，原来作为省级政府派出机构的地区行署演变为“地级市政府”，县政府转变为“市政府”；辖域没有多大变化或没有变化，但由准行政区变为行政区，由原来的地区管县，转化为“地级市”管县、市（县级市）。除了特定例子外，省和自治区存在的四级形式为：
- 省级人民政府，分别为省政府、自治区政府、直辖市政府
- 地级人民政府，分别为地级市政府、自治州政府
- 县级人民政府，分别为县政府、自治县政府、县级市政府、县级特区政府、市辖区政府，旗和自治旗政府
- 乡级人民政府，分别为乡政府、镇政府

#### 日本
日本將其地方行政區劃定為「地方公共團體」（日语：／ chihō kōkyō dantai */?）、或稱「地方自治體」（／ chihō jichitai），地方公共團體的政府組織即為地方政府，並依據《日本國憲法》與《地方自治法》分為兩大類型：
- 基礎型地方公共團體：市町村、特別區
- 廣域型地方公共團體：都道府縣

另在法律中，尚規定有別於市町村、都道府縣等「普通地方公共團體」的「特別地方公共團體」，包括特別區、地方公共團體的關聯組織（含消防、上下水道、垃圾處理、社會福利、學校、部分公企業）、財產區、地方開發事業團等。

#### 大韓民國
大韓民國將其地方稱為「地方自治團體」（지방자치단체），「地方自治團體」的政府組織即為地方政府，首長稱為自治團體長，類別如下：
- 第一級：廣域自治團體（광역자치단체）
  - 特別市：僅國都首爾用之。
  - 廣域市：目前共設有釜山、仁川、大邱、光州、大田、蔚山等6個。
  - 道：共8個，不含「以北五道」。
  - 特別自治市：唯有世宗特別自治市。
  - 特別自治道：唯有濟州特別自治道。

- 第二級：基礎自治團體（기초자치단체）
  - 市：置於道之下，如江原道江陵市。
  - 郡：置於道或廣域市之下，如慶尚北道鬱陵郡、釜山機張郡。
  - 自治區：置於特別市或廣域市之下，如首爾鐘路區。

- 第三級
  - 一般區（行政區）：置於市（人口50萬以上）之下，如全羅北道全州市完山區、德津區。
  - 行政市：置於特別自治道之下，唯有濟州特別自治道的濟州市、西歸浦市。

- 第四級
  - 邑：置於市或郡之下。
  - 面：置於市或郡之下。
  - 洞：置於市或區之下。

第一級、第二級、第三級地方政府的名稱一律採用「廳」，例如「市廳、道廳、郡廳、區廳」，其首長分別稱為「市長、道知事、郡守、區廳長」。第四級單位的行政中心稱為「行政福祉中心」（행정복지센터）。

### 北非

#### 埃及
由於埃及長期由軍政府統治，中央政府權力的高度集中，地方政府历来所擁有的權力皆不多。埃及由26個省所組成，二級行政區則被分为区、村和城镇。在每个层面，有一个管理结构，并结合议会和市长，人员分别由政府委任的行政机关由省长，区。总督是由总统任命，他们又在任命下属的行政人员。强制性的国家机器的运行骨干向下内政部透过省长行政机关向区警察局和村长。
革命前，国家对农村地区的普及率是由当地名流的权力有限，但在纳赛尔，土地改革减少了市場经济的主导地位，和农民群众转移到地主的依赖政府的合作社注册成立。对官员到农村扩展允许的政权带来发展和服务的村庄。执政党的地方分支机构，阿拉伯社会主义联盟（机场特警），培养了一些农民的政治积极性和收编的地方知名人士，特别是村长，从制度和检查他们的独立性。
国家渗透并没有退缩萨达特和穆巴拉克。早期的努力，调动农民和交付作为地方党委和枯萎消失合作服务，但在农民的行政控制仍然完好无损。旧的家庭和地方权力的村长在复苏，但更多的农民支出比状态。该地区警察局平衡知名人士，以及当地政府（市长和议会系统）集成到他们的政权。
萨达特采取了若干措施，以权力下放给各省和城镇。省长43号法律下获得更多的权力。1979年，从而减少了对省，中央政府的行政和预算控制。选举产生的议会中拥有，至少在形式上，有权批准或不批准的地方预算。为了减少对中央财政当地需求，当地政府给予更广泛的权力，提高地方税。但是，地方议会成为政府开支的压力的车辆，以及当地政府的财政赤字攀升的机构，必须由中央政府支付。当地政府为鼓励私人投资者进入与合资企业，这些企业的带动和政府官员之间的联盟，平衡了当地的地方權力不均。根据穆巴拉克总统的权力下放和地方自治成为一个现实的，而且往往反映了当地特殊条件下的局部政策。因此，在上埃及的官员往往屈服于强大的伊斯兰运动的存在，而在港口城市的袭击与进口商联盟。

### 北美

#### 美國
美國的地方政府是指州以下的政府管轄區。大多數州至少有兩級地方政府：郡和自治體。在某些州，郡是郡區組成的。市級有幾種不同類型的轄區，包括市，鎮，堂區，自治市鎮，村，印第安保留地和邊界。這些市政實體的類型和性質因州而異。